# Aïn Turk
Aïn Turk ou Aïn El Turc (em árabe: عين ترك) é uma cidade e comuna localizada na província de Bouira, Argélia. Segundo o censo de 2008, a população total da cidade era de 7 849 habitantes.